# Pieter Hofstra
Pieter Hielke Hofstra (Groningen, 24 september 1946 – Heerenveen, 2 januari 2025) was een Nederlands politicus. Hij was van 1994 tot 2006 lid van de Tweede Kamer der Staten-Generaal en van 2007 tot 2011 lid van de Eerste Kamer der Staten-Generaal. Hofstra was lid van de Volkspartij voor Vrijheid en Democratie (VVD).

## Biografie
Hofstra volgde de hbs en studeerde Civiele Techniek aan de Technische Hogeschool Delft en studeerde af in de spoorwegbouwkunde. Voor zijn politieke carrière was Hofstra directeur of mede-eigenaar van een aantal adviesbedrijven op het gebied van bouw, onroerend goed en reclame. In 1975 was hij korte tijd docent verkeerskunde aan de hts in Leeuwarden en de hts in Groningen.
In de Tweede Kamer hield Hofstra zich bezig met het woon- en bouwbeleid en met openbaar vervoer en goederenvervoer. In 1996 was hij voorzitter van de tijdelijke commissie onderzoek Stichting Woningbeheer Limburg, maar hij moest aftreden nadat hij in de media had gespeculeerd over de uitkomst van dit onderzoek, vooral ten aanzien van oud-staatssecretaris Enneüs Heerma. Hij was voorzitter van de vaste commissie voor Economische Zaken, ondervoorzitter van de vaste commissie voor Verkeer en Waterstaat en lid van het Presidium van de Tweede Kamer.
Bij de Eerste Kamerverkiezingen 2007 werd hij voor de VVD gekozen in de Eerste Kamer.
Hij was onder andere voorzitter van de Stichting Stadskanaal Rail, beter bekend als Museumspoorlijn STAR, voorzitter van het Noord-Nederlands Trein & Tram Museum en commissaris bij adviesbureau Goudappel Coffeng.
Hofstra werkte als commissaris bij een bouwbedrijf en gaf na het onthullen van de bouwfraude te kennen dat hij van fraude in de sector op de hoogte was geweest. Later ontkende hij dit.
Hofstra overleed op 2 januari 2025 op 78-jarige leeftijd. Zijn dood werd vijf dagen later publiekelijk bekend.